# Cangas del Narcea (kommunhuvudort)
Cangas del Narcea är en kommunhuvudort i Spanien.   Den ligger i provinsen Province of Asturias och regionen Asturien, i den nordvästra delen av landet, 400 km nordväst om huvudstaden Madrid. Cangas del Narcea ligger 368 meter över havet och antalet invånare är 14 589.
Terrängen runt Cangas del Narcea är huvudsakligen kuperad. Cangas del Narcea ligger nere i en dal. Runt Cangas del Narcea är det glesbefolkat, med 18 invånare per kvadratkilometer. Cangas del Narcea är det största samhället i trakten. Omgivningarna runt Cangas del Narcea är en mosaik av jordbruksmark och naturlig växtlighet.